# Наталія Даєр
Наталія Даніель Даєр (англ. Natalia Danielle Dyer; 13 січня 1995) — американська акторка.
Найбільш відома за головну роль Ненсі Вілер у науково-фантастичному серіалі жахів Netflix «Дивні дива» (2016—2025).

## Ранні роки та освіта
Народилась і виросла в Нашвіллі, штат Теннессі. Завершила старшу школу, спеціалізовану на театральному мистецтві — Нашвіллську школу мистецтв.

## Кар'єра
На екрані Наталія Даєр дебютувала 2009 року в «Ганна Монтана: Фільм». 2011 року вона зіграла в «Позеленінні Вітні Браун», а відтак здобула головну роль в інді-фільмі «Я вірю в єдинорогів», який дебютував 2014 року на SXSW.
2016 року Наталія Даєр здобула роль Ненсі Вілер у серіалі Netflix «Дивні дива». 2019 року акторка зіграла роль Коко у фільмі жахів Netflix «Оксамитова бензопилка»

## Особисте життя
2014 року Наталія Даєр переїхала до Нью-Йорка та вступила до Ґаллатинської школи індивідуалізованого навчання Нью-Йоркського університету. З 2017 року зустрічається з актором «Дивних див» Чарлі Гітоном.

## Фільмографія

### Кінофільми
| Рік  | Назва                       | Оригінальна назва             | Роль              | Примітка               |
| ---- | --------------------------- | ----------------------------- | ----------------- | ---------------------- |
| 2009 | Ганна Монтана: фільм        | Hannah Montana: The Movie     | Кларисса Ґренджер |                        |
| 2010 | Засонячно для Санти         | Too Sunny for Santa           | Джені             | Короткометражний фільм |
| 2011 | Позеленіння Вітні Браун     | The Greening of Whitney Brown | Лілі              |                        |
| 2012 | Сумний, немов джаз          | Blue Like Jazz                | Ґрейс             |                        |
| 2014 | Я вірю в єдинорогів         | I Believe in Unicorns         | Давіна            |                        |
| 2014 | Нічне місто                 | The City at Night             | Еделін            | Короткометражний фільм |
| 2015 | До темряви                  | Till Dark                     | Люсі              | Короткометражний фільм |
| 2016 | Довгі вечори, короткі ранки | Long Nights Short Mornings    | Марі              |                        |
| 2016 | Не дай мені піти            | Don't Let Me Go               | Банші             |                        |
| 2017 | Так, Боже, так              | Yes, God, Yes                 | Аліса             | Короткометражний фільм |
| 2017 | Після темряви               | After Darkness                | Клара Біті        |                        |
| 2018 | Відпочинок у горах          | Mountain Rest                 | Клара             |                        |
| 2018 | Після неї                   | After Her                     | Гейлі             | Короткометражний фільм |
| 2019 | Оксамитова бензопилка       | Velvet Buzzsaw                | Коко              |                        |
| 2019 | Одержима сексом             | Yes, God, Yes                 | Аліса             |                        |
| 2019 | Тускалуза                   | Tuscaloosa                    | Вірджинія         |                        |
| 2021 | Побачене та почуте          | Things Heard and Seen         | Вілліс            |                        |
| 2023 | Диявольська гра             | All Fun and Games             | Біллі Флетчер     |                        |

### Телебачення
| Рік       | Назва                        | Роль        | Коментар                 |
| --------- | ---------------------------- | ----------- | ------------------------ |
| 2016—2025 | Дивні дива                   | Ненсі Вілер | Головна роль; 42 епізоди |
| 2023      | Засновано на реальних подіях | Хлоя Лейк   | 1 сезон; 2 епізоди       |

### Музичні відео
| Рік  | Назва     | Артист     | Прим.  |
| ---- | --------- | ---------- | ------ |
| 2018 | Wild Love | Джеймс Бей | [ 11 ] |

## Нагороди та номінації
| Рік  | Номінована робота | Нагорода                   | Категорія                                                                | Результат | Прим.  |
| ---- | ----------------- | -------------------------- | ------------------------------------------------------------------------ | --------- | ------ |
| 2017 | Дивні дива        | Премія Гільдії кіноакторів | Найкращий акторський склад у драматичному серіалі                        | Перемога  | [ 12 ] |
| 2017 | Дивні дива        | Премія «Молодий актор»     | Найкраща гра в цифровому телесеріалі або кінофільмі — підліткова акторка | Номінація |        |
| 2017 | Дивні дива        | Премія «Золоте дербі»      | Найкращий акторський склад року                                          | Номінація | [ 13 ] |
| 2018 | Дивні дива        | Премія Гільдії кіноакторів | Найкращий акторский склад у драматичному серіалі                         | Номінація | [ 14 ] |
| 2020 | Дивні дива        | Премія Гільдії кіноакторів | Найкращий акторский склад у драматичному серіалі                         | Номінація | [ 15 ] |